# Estefania de Requesens i Roís de Liori
Estefania de Requesens i Roís de Liori (c.1504 - Barcelone, 25 avril 1549) fut  baronne de Castellvell i de Molins de Rei.
C'était la fille de Lluís de Requesens i Joan de Soler, comte de Palamós et gouverneur de Catalogne, i de sa seconde épouse Hipòlita Roís de Liori i de Montcada. Elle fit partie du petit cercle de femmes nobles qui accueillit et suivit Ignace de Loyola durant son séjour à Barcelone (1524-1526).

## Biographie
Elle se maria en 1526 avec Juan de Zúñiga y Avellaneda, fils du comte de Miranda i camerlingue du roi Carlos I, avec qui elle eut des enfants parmi lesquels il faut retenir Lluís de Requesens i Zúñiga, futur dirigeant militaire et homme d'État à la cour espagnole, vainqueur de la bataille de Lépante en 1571. 
En 1534, de Barcelone, le couple partit s'installer à Madrid quand le mari fut nommé précepteur du prínce de Gérone Felipe (futur Felipe II), initiant ainsi un processus irréversible de castillanisation de la famílle. L'influence de son mari permit à son cousin, Jeroni de Requesens i Roís de Liori, d'obtenir l'évêché d'Elne.
En 1542, Estefania assuma l'héritage de son frère Galceran de Requesens i de Cardona, comte d'Avellino et gouverneur général de Catalogne. En 1546, demeurée veuve elle retourna à Barcelone.
La correspondance qu'à partir de la cour elle entretint avec sa mère entre 1534 i el 1540 est relativement connu comme un monument de la littérature classique en langue catalane. Il s'agit de quatre-vingt-dix lettres qui forment un témoignage unique de la vie à la cour de l'empereur Charles-Quint.
La fille et la mère intentèrent un long et pénible procès à l'encontre de sa cousine germaine Elisabet de Requesens i Enríquez, fille de Galceran de Requesens i Joan de Soler, premier comte de Palamós, afin de récupérer le Comté de Palamós. Elles gagnèrent le procès mais plus tard, Estefania lui rétrocéda l'objet du litige.

## Éditions

### Éditions originales
- Max Cahner (éd.), Epistolari del Renaixement, Albatros Edicions, Valence, 1977, II, p. 7-6  (ISBN 847274003X et 9788472740037)
- Maite Guisado (éd.), Cartes íntimes d’una dama catalana del s. XVI. Epistolari a la seva mare la comtessa de Palamós, Clàssiques catalanes 13/14, LaSal, Barcelona, 1988  (ISBN 8485627350 et 9788485627356)
- Eulàlia Humada Batlle (éd.), Epistolaris d’Hipòlita Roís de Liori i d’Estefania de Requesens (segle XVI), Universitat de València (Fonts Històriques Valencianes, 13), Valence, 2003  (ISBN 8437056780)

### Édition en français
- Estefania de Requesens, Lettres intimes à ma mère, la comtesse de Palamós, (trad. P. Gifreu, préf. D. De Courcelles), Éditions de la Merci, 2014.  (ISBN 9791091193047)